# Пигал (площад)
Вижте пояснителната страница за други значения на Пигал.
„Пигал“ (на френски: Place Pigalle) е площад в Париж, 9-и арондисман, в близост до църквата „Сакре кьор“ в подножието на хълма Монмартър.
Площадът носи името на Жан-Батист Пигал - френски скулптор от епохата на барока. През 19 век тук се събират да творят художници и писатели. Днес площад „Пигал“ е известен със секс и стрийптиз клубовете, кабаретата и нощния живот.
„Площад Пигал“ е името и на известен шансон от Морис Шевалие, записан на 9 април 1946 г.